# Ніколас де Овандо
Ніколас де Овандо-і-Касерес (1451, Бросас — 29 травня 1511, Мадрид) — іспанський конкістадор, губернатор Еспаньйоли (1502—1509). Лицар ордена Алькантара. Відомий завдяки своїй жорстокості по відношенню до корінних жителів острова — індіанців-таїно.

## Біографія
Другий син знатного іспанського ідальго Дієго Фернандеса де Касереса і Овандо, сеньйора дель Алькасар-В'єхо, і його першої дружини Ізабелли де Лас Флорес Варільяс (далекої родички Кортеса). Його старший брат Дієго де Касерес і Овандо, став сеньйором дель Алькасар-В'єхо.
Ніколас де Овандо став командором ордену Алькантара. Цей лицарський орден був створений у 1156 році й брав участь у боротьбі з маврами в Іспанії.
Користувався прихильністю і підтримкою короля Фенандо Арагонського та королеви Ізабелли Кастільської. У відповідь на скарги адмірала Христофора Колумба та інших осіб на Франсіско де Бобаділью, іспанські монархи, 3 вересня 1501 року, призначили Ніколаса де Овандо третім губернатором і капітан-генералом Індій.
13 лютого 1502 року відплив з Іспанії у Вест-Індію з флотом у тридцять кораблів. Це була найбільша ескадра, яка була направлена у Новий світ з моменту його відкриття. На кораблях перебувало 2 500 іспанських колоністів. Іспанська корона прагнула зміцнити і розширити політичний, релігійний та адміністративний вплив у регіоні.
Після прибуття на острів, Ніколас де Овандо і його підлеглі придушили останні осередки невдоволення місцевих індіанців. У 1503 році новий іспанський губернатор, з великим військовим загоном (70 кавалеристів і 300 піхотинців) прибув з візитом в область Хагаруа. Місцева володарка, каси́ка Анакаона, влаштувала на честь гостей велике свято. За сигналом губернатора іспанські солдати оточили будинок і взяли в полон Анакаону та 80 інших касиків. Індіанські вожді були спалені живцем. Через три місяці Анакаона була повішена.
У тому ж році Ніколаса де Овандо організував каральну експедицію в область Ігуей. Повсталі індіанці під керівництвом касика Котубано захопили форт Хігуей і перебили іспанський гарнізон. Іспанський загін, під керівництвом лейтенантів Хуана Понсе де Леона і Хуана де Есківеля, чисельністю 300—400 вояків, і за участі загонів з підкорених індіанців, за дев'ять місяців повністю захопив область Ігуей у східній частині острова. Касик Котубано втік на сусідній острів Саона, але був схоплений іспанцями, доправлений у Санто-Домінго, де його стратили.
Адміністрація Овандо сумно відома своєю жорстокістю по відношенню до індіанців-таїно. Коли іспанці прибули на Гаїті в 1492 році, корінне населення налічувало близько півмільйона осіб. За переписом 1507 року, після вбивств, поневолення і хвороб, воно зменшилося до 60 000 осіб. В 1501 році, за розпорядженням Овандо, на Гаїті були доставлені перші африканські раби. Більшість рабів використовувалася для важкої праці на плантаціях цукрової тростини.
Заснував декілька міст на острові, у тому числі: Асуан-де-Компостела, Санта-Марія-де-ла-Вера-Пас, Сальвален-де-Ігуей, Пуерто-Плата, Санта-Крус-дель-Сейба.
Також сприяв розвитку на Еспаньйолі гірничодобувної промисловості та вирощування цукрової тростини, а також ввезення рослин з Канарських островів. Ніколас де Овандо відновив на Гаїті систему розподілу, яку свого часу ввів Христофор Колумб. Згідно неї, кожен іспанський колоніст отримував у володіння певну територію разом з  корінним населенням, яке він міг використовувати на свій розсуд. Індіанці-таїно використовувалися як домашні слуги, працювали на цукрових плантаціях і тисячами гинули на золотих копальнях.
Брав участь у подальшій колонізації островів Карибського моря. За його наказом конкістадор Андрес Моралес склав першу мапу Еспаньйоли.
У 1506 році Себастьян де Окампо був відправлений на Кубу, щоб пересвідчитися, що це острів чи частина материка. У 1508 році капітан Хуан Понсе де Леон, з загоном у 50 осіб, захопив острів Сан-Хуан (нині Пуерто-Рико).
У 1509 році, через жорстоке поводження з індіанцями-таїно, іспанський король Фердинанд Католик відкликав Ніколаса де Овандо в Іспанію. Новим губернатором Еспаньйоли був призначений Дієго Колумб, син славетного адмірала.
Овандо був призначений головним командором ордена Алькантара. 29 травня 1511 року помер на засіданні ордена в Мадриді. Він був похований у церкві Сан-Беніто в Алькантарі.